# Lac Ste.-Thérèse
Lac Ste.-Thérèse är en sjö i Kanada.   Den ligger i Cochrane District och provinsen Ontario, i den sydöstra delen av landet, 700 km nordväst om huvudstaden Ottawa. Lac Ste.-Thérèse ligger 232 meter över havet. Arean är 1,3 kvadratkilometer. Den sträcker sig 2,8 kilometer i nord-sydlig riktning, och 1,6 kilometer i öst-västlig riktning.
I omgivningarna runt Lac Ste.-Thérèse växer i huvudsak blandskog. Runt Lac Ste.-Thérèse är det glesbefolkat, med 16 invånare per kvadratkilometer.